# Screen Actors Guild Awards 1999
La quinta cerimonia del  Screen Actors Guild Awards 1999 si è svolta il 7 marzo 1999.

## Cinema

### Migliore attore protagonista
- Roberto Benigni – La vita è bella
- Joseph Fiennes – Shakespeare in Love
- Tom Hanks – Salvate il soldato Ryan (Saving Private Ryan)
- Ian McKellen – Demoni e dei (Gods and Monsters)
- Nick Nolte – Affliction

### Migliore attrice protagonista
- Gwyneth Paltrow – Shakespeare in Love
- Cate Blanchett – Elizabeth
- Jane Horrocks – Little Voice - È nata una stella (Little Voice)
- Meryl Streep – La voce dell'amore (One True Thing)
- Emily Watson – Hilary e Jackie (Hilary and Jackie)

### Migliore attore non protagonista
- Robert Duvall – A Civil Action
- James Coburn – Affliction
- David Kelly – Svegliati Ned (Waking Ned Devine)
- Geoffrey Rush – Shakespeare in Love
- Billy Bob Thornton – Soldi sporchi (A Simple Plan)

### Migliore attrice non protagonista
- Kathy Bates – I colori della vittoria (Primary Colors)
- Brenda Blethyn – Little Voice - È nata una stella
- Judi Dench – Shakespeare in Love
- Rachel Griffiths – Hilary e Jackie
- Lynn Redgrave – Demoni e dei

### Migliore cast
- Shakespeare in Love
Ben Affleck, Simon Callow, Jim Carter, Martin Clunes, Judi Dench, Joseph Fiennes, Colin Firth, Gwyneth Paltrow, Geoffrey Rush, Antony Sher, Imelda Staunton, Tom Wilkinson e Mark Williams
- Little Voice - È nata una stella
Annette Badland, Brenda Blethyn, Jim Broadbent, Michael Caine, Jane Horrocks, Philip Jackson ed Ewan McGregor
- Salvate il soldato Ryan
Edward Burns, Matt Damon, Jeremy Davies, Vin Diesel, Adam Goldberg, Tom Hanks, Barry Pepper, Giovanni Ribisi e Tom Sizemore
- Svegliati Ned
Ian Bannen, Fionnula Flanagan, David Kelly, Susan Lynch e James Nesbitt
- La vita è bella
Roberto Benigni, Nicoletta Braschi, Horst Buchholz, Sergio Bini Bustric, Giorgio Cantarini, Giustino Durano, Amerigo Fontani, Giuliana Lojodice e Marisa Paredes

## Televisione

### Migliore attore in un film televisivo o miniserie
- Christopher Reeve – Rear Window
- Charles S. Dutton – Blind Faith
- James Garner – Ripensando a quella notte (Legalese)
- Ben Kingsley – La bottega degli orrori di Sweeney Todd (The Tale of Sweeney Todd)
- Stanley Tucci – Winchell

### Migliore attrice in un film televisivo o miniserie
- Angelina Jolie – Gia
- Ann-Margret – Pamela Churchill, una vita tra uomini e politica (Life of the Party: The Pamela Harriman Story)
- Stockard Channing – Una decisione sofferta (The Baby Dance)
- Olympia Dukakis – More Tales of the City
- Mary Steenburgen – A proposito di Sarah (About Sarah)

### Migliore attore in una serie drammatica
- Sam Waterston – Law & Order
- David Duchovny – X-Files (The X-Files)
- Anthony Edwards – E.R. - Medici in prima linea (ER)
- Dennis Franz – NYPD - New York Police Department
- Jimmy Smits – NYPD - New York Police Department

### Migliore attrice in una serie drammatica
- Julianna Margulies – E.R. - Medici in prima linea
- Gillian Anderson – X-Files
- Kim Delaney – NYPD - New York Police Department
- Christine Lahti – Chicago Hope
- Annie Potts – Da un giorno all'altro (Any Day Now)

### Migliore attore in una serie commedia
- Michael J. Fox – Spin City
- Jason Alexander – Seinfeld
- Kelsey Grammer – Frasier
- Peter MacNicol – Ally McBeal
- David Hyde Pierce – Frasier

### Migliore attrice in una serie commedia
- Tracey Ullman – Tracey Takes On...
- Calista Flockhart – Ally McBeal
- Lisa Kudrow – Friends
- Julia Louis-Dreyfus – Seinfeld
- Amy Pietz – Caroline in the City

### Migliore cast in una serie drammatica
- E.R. - Medici in prima linea
George Clooney, Anthony Edwards, Laura Innes, Alex Kingston, Eriq La Salle, Julianna Margulies, Kellie Martin, Gloria Reuben, Noah Wyle
- Law & Order
Benjamin Bratt, Angie Harmon, Steven Hill, Jesse L. Martin, Carey Lowell, Jerry Orbach, Sam Waterston
- NYPD - New York Police Department
Gordon Clapp, Kim Delaney, Dennis Franz, Sharon Lawrence, James McDaniel, Jimmy Smits, Andrea Thompson, Nicholas Turturro
- The Practice
Michael Badalucco, Lara Flynn Boyle, Lisa Gay Hamilton, Steve Harris, Camryn Manheim, Dylan McDermott, Marla Sokoloff, Kelli Williams
- X-Files
Gillian Anderson, William B. Davis, David Duchovny, Chris Owens, James Pickens Jr., Mitch Pileggi

### Migliore cast in una serie commedia
- Ally McBeal
Gil Bellows, Lisa Nicole Carson, Portia de Rossi, Calista Flockhart, Greg Germann, Jane Krakowski, Lucy Liu, Peter MacNicol, Vonda Shepard, Courtney Thorne-Smith
- Una famiglia del terzo tipo (3rd Rock from the Sun)
Jane Curtin, Joseph Gordon-Levitt, Kristen Johnston, Simbi Khali,  Wayne Knight, John Lithgow, French Stewart, Elmarie Wendel
- Frasier
Peri Gilpin, Kelsey Grammer, David Hyde Pierce, Jane Leeves, John Mahoney
- Friends
Jennifer Aniston, Courtney Cox, Lisa Kudrow, Matt LeBlanc, Matthew Perry, David Schwimmer
- Tutti amano Raymond (Everybody Loves Rayomnd)
Peter Boyle, Brad Garrett, Patricia Heaton, Doris Roberts, Ray Romano, Madylin Sweeten

## SAG Annual Life Achievement Award
- Kirk Douglas